# Filíneos
Filíneos (Philinae) são uma subfamília de coleópteros da família Vesperidae.

## Sistemática
- Tribo Philiini (Thomson, 1861)
  - Gênero Aliturus (Fairmaire, 1902)
  - Gênero Doesus (Pascoe, 1862)
  - Gênero Heterophilus (Pu, 1988)
  - Gênero Mantitheus (Fairmaire, 1889)
  - Gênero Philus (Saunders, 1853)
  - Gênero Spiniphilus (Lin & Bi, 2011)